# Cabalus
Cabalus is een geslacht van vogels uit de familie rallen, koeten en waterhoentjes (Rallidae). Het geslacht telt twee soorten. waarvan één zeker is uitgestorven en de andere waarschijnlijk ook.

## Soorten
- Cabalus lafresnayanus – Nieuw-Caledonische ral

### Uitgestorven
- † Cabalus modestus – Chathamral